# Jeanne Alexise Gnago
Jeanne Alexise Gnago est une footballeuse internationale ivoirienne, née le 18 avril 1984. Elle évolue au poste de milieu de terrain à la Juventus de Yopougon, et en équipe de Côte d'Ivoire.

## Biographie
Elle est membre de l'équipe ivoirienne qui participe au championnat d'Afrique féminin 2012.